# People would really like space-rock if they would only give it a try
People would really like space-rock if they would only give it a try is een livealbum van Radio Massacre International (RMI).
Het album bevat opnamen van een concert dat RMI gaf in het National Space Centre in Leicester. RMI probeerde vanuit de elektronische muziek uit de Berlijnse School een overstap te maken naar de spacerock. Ze wilden ermee buiten hun eigen grenzen treden, maar de spacerock is lang niet zo luid en heftig als die van Hawkwind of zelfs Gong. Er is bijvoorbeeld nauwelijks slagwerk te horen.

## Musici
- Steve Dinsdale, Duncan Goddard, Gary Houghton – synthesizers, gitaar, basgitaar, slagwerk.

## Muziek
| Nr. | Titel                                    | Duur  |
| --- | ---------------------------------------- | ----- |
| 1.  | Falling off the captain’s log            | 12:46 |
| 2.  | In a not silent way                      | 16:19 |
| 3.  | Bring me the picture of Yuri Gagarin     | 25:25 |
| 4.  | 23 Craters full of some sort of moondust | 7:38  |
| 5.  | The god of electricity (oh no not again) | 3:57  |
| 6.  | Star’s end                               | 12:58 |

Bring me the picture of Yuri Gagarin is een verwijzing naar Hawkwinds album Bring me the head of Yuri Gagarin. The god of electricity kreeg als bijtitel Oh no not again, het bestond namelijk al uit zes delen.